# Psilocybe hoogshagenii
Psilocybe hoogshagenii é uma espécie de cogumelo com psilocibina da família Hymenogastraceae [en]. O cogumelo tem um píleo marrom cônico ou campanulado, de até 3 cm de largura, que tem uma papila estendida de até 4 mm de comprimento. O estipe é fino (até 3 mm de espessura) e tem de 5 a 9 cm de comprimento. A variedade P. hoogshagenii var. convexa não tem a papila longa.
A espécie é encontrada no México, onde cresce isoladamente ou em pequenos grupos em solos argilosos em plantações de café subtropicais, e na Colômbia e no Brasil, na América do Sul. O cogumelo contém os compostos psicodélicos psilocibina e psilocina, e todas as partes ficam manchadas de azul ou preto azulado quando manuseadas ou feridas. O P. hoogshagenii é usado para fins divinatórios por alguns grupos indígenas do México.

## Taxonomia
A espécie foi descrita cientificamente pela primeira vez pelo micologista francês Roger Heim em 1958. Foi uma das várias espécies descritas e ilustradas na popular revista semanal americana Life ("Seeking the Magic Mushroom"), na qual R. Gordon Wasson relatou as visões psicodélicas que teve durante os rituais divinatórios do povo Mixteco, introduzindo assim os cogumelos psilocibinos na cultura popular ocidental; no entanto, foi erroneamente rotulada como Psilocybe zaptecorum. O especialista em Psilocybe Gastón Guzmán [en] também sugere que o P. zapotecorum, conforme descrito por Rolf Singer em 1958, foi identificado erroneamente, pois concorda bem com o holótipo de P. hoogshagenii. A espécie Psilocybe caerulipes var. gastonii, descrita por Singer em 1958, é um sinônimo de P. hoogshagenii.
O nome da espécie foi dado em homenagem ao antropólogo americano Searle Hoogshagen, que ajudou Heim e Wasson em sua busca por cogumelos enteogênicos no México. O cogumelo é conhecido localmente por vários nomes comuns. Em espanhol, é chamado de los niños ou los Chamaquitos ("os garotinhos"), na língua mazateca de pajaritos de monte ("passarinhos do bosque"), na língua náuatle de cihuatsinsintle ou teotlaquilnanácatl ("cogumelo divino que descreve ou pinta") e em Mixe de Atka:t ("juiz") ou na.shwi.ñ mush ("cogumelos da terra").
A variedade P. hoogshagenii var. convexa foi descrita por Guzmán em 1983 para explicar os cogumelos sem uma papila aguda que, de outra forma, eram praticamente iguais ao holótipo. Psilocybe semperviva, descrito por Heim e Roger Cailleux em 1958, foi posteriormente determinado por Guzmán como sinônimo de P. hoogshagenii var. convexa. O epíteto varietal convexa refere-se ao formato convexo do píleo.

## Descrição
O formato do píleo varia de cônico a campanulado a convexo, atingindo diâmetros de 1,8 a 7,6 cm, embora o mais comum seja uma faixa de 1 a 2,5 cm. Possui uma papila longa e afiada de até 4 mm. A superfície do píleo é lisa, um pouco pegajosa quando úmida e, muitas vezes, tem sulcos que se estendem até a metade do centro do píleo. Sua cor é marrom-avermelhada a marrom-alaranjada a amarelada e é higrófana, desbotando quando seca para uma cor palha ou fulvous. As lamelas amarronzadas têm uma fixação adnata a adnexa ao estipe; as lamelas maduras tornam-se pretas arroxeadas por causa dos esporos. O estipe oco mede de 50 a 90 mm de comprimento por 1 a 3 mm de espessura. Sua largura é aproximadamente igual em todo o comprimento ou ligeiramente mais espessa na base e, às vezes, retorcida. Um fino véu parcial rudimentar, semelhante a uma cortina, cobre as lamelas dos basidiomas imaturos, mas é frágil e desaparece logo após a expansão do píleo. A carne no píleo é esbranquiçada, mas é mais amarela no estipe. Tanto o odor quanto o sabor do cogumelo são farináceos (semelhantes a farinha recém moída). Como é característico dos cogumelos com psilocibina, todas as partes ficam azuladas quando manuseadas ou feridas. A P. hoogshagenii var. convexa não tem uma papila aguda, embora ocasionalmente tenha uma papila pequena e arredondada. A largura de seu píleo varia de 0,5 a 1,5 cm e ele é convexo a aproximadamente campanulado. Todas as outras características macroscópicas e microscópicas são idênticas às do holótipo (variedade-tipo).
A esporada é marrom-arroxeada escura. Os esporos são romboides ou quase isso em vista frontal e mais ou menos elipsoides quando vistos de lado. Eles têm paredes espessas, com dimensões de 6,5-4-5,6 μm, e apresentam um poro germinativo amplo. Os basídios (células portadoras de esporos) geralmente têm quatro esporos, são hialinos (translúcidos), aproximadamente cilíndricos ou com uma constrição central e medem de 12 a 22 por 5,5 a 9 μm. Os pleurocistídios (cistídios na face lamelar) são relativamente abundantes; são ventricosos (inchados), em forma de taco ou de formato irregular, medindo 16-36 por 8-12 μm. Os queilocistídios (cistídios na borda da lamela) também são abundantes. Eles medem de 19 a 35 por 4,4 a 6,6 μm, são lageniformes (em forma de frasco), estreitando-se em um pescoço longo (com uma largura de 1 a 3 μm) e agudos ou um pouco capitados (com uma estrutura terminal distinta, terminando em uma ponta aproximadamente globular). As fíbulas estão presentes nas hifas.
| |                                                                |                                                                                     |
| Os esporos são romboides a elipsoidais, dependendo da direção em que são vistos.                               | Os queilocistídios têm formato de frasco com um pescoço longo. | Um pleurocistídio inchado é visível entre dois basídios com esporos ainda aderidos. |
| As divisões de retículos pequenos são de 1 μm. Todas as imagens foram fotografadas com uma ampliação de 1000x. |                                                                |                                                                                     |

## Habitat e distribuição
Os basidiomas do Psilocybe hoogshagenii crescem solitariamente ou em pequenos grupos em húmus ou em solos argilosos lamacentos em plantações de café subtropicais. De acordo com os nativos da região de San Agustin Loxicha, no México, o fungo tende a frutificar simultaneamente em grandes fluxos. No México, a frutificação ocorre em junho e julho, enquanto na Argentina a frutificação ocorre em fevereiro. O cogumelo foi relatado no México, nos estados de Puebla, Oaxaca e Chiapas, onde cresce em altitudes de 1.000 a 1.800 m. Na América do Sul, a espécie é conhecida na Argentina, Brasil e na Colômbia. O P. hoogshagenii var. convexa foi encontrado em campos em Hidalgo e Oacaxa, mas é mais comum em Puebla. Sua frutificação ocorre de junho a agosto.

## Usos
Os cogumelos Psilocybe hoogshagenii são usados para fins enteogênicos ou espirituais por alguns curandeiros chinantecas do distrito de Ixtlán, em Oacaxa. Os cogumelos são usados principalmente para diagnosticar e prognosticar doenças e, em menor escala, para adivinhar a localização de objetos ou animais que foram perdidos ou roubados. Guzmán também indica o uso cerimonial contemporâneo pelos povos Mixe e Zapoteca. Paul Stamets, em seu livro Psilocybe Mushrooms of the World, classifica a potência psicoativa do cogumelo como "moderadamente ativa" e relata níveis de psilocibina de 0,6% (miligramas por grama de cogumelo seco) e psilocina de 0,1%. Em comparação, Stamets indica que a espécie comumente cultivada, P. cubensis, contém 0,63% e 0,60% (psilocibina e psilocina), enquanto o difundido P. semilanceata tem 0,98% e 0,02%. A análise química de espécimes de P. hoogshagenii do Brasil produziu até 0,3% de psilocibina e 0,3% de psilocina. Essa espécie é usada por produtores de cogumelos para a técnica de grãos miceliados, pois produz quantidades viáveis de psilocibina na fase de micélio.

## Links externos
- Psilocybe hoogshagenii no Index Fungorun| Amanita | - A. muscaria - A. muscaria var. guessowii - A. pantherina |

| Conocybe   | - C. cyanopus - C. kuehneriana - C. siligineoides |
| Galerina   | - G. steglichii |
| Gymnopilus | - G. aeruginosus - G. braendlei - G. junonius - G. liquiritiae - G. luteofolius - G. luteoviridis - G. luteus - G. purpuratus - G. sapineus - G. validipes - G. viridans |
| Inocybe    | - I. aeruginascens - I. corydalina var. corydalina - I. tricolor |
| Mycena     | - M. cyanorrhiza - M. pura |
| Panaeolus  | - P. africanus - P. bisporus - P. cambodginiensis - P. cinctulus - P. cyanescens - P. fimicola - P. olivaceus - P. tropicalis |
| Pholiotina | - P. cyanopus - P. smithii |
| Pluteus    | - P. americanus - P. brunneidiscus - P. cyanopus - P. glaucus - P. nigroviridis - P. phaeocyanopus - P. salicinus - P. villosus |
| Psilocybe  | - P. allenii - P. atlantis - P. aucklandiae - P. aztecorum - P. azurescens - P. baeocystis - P. banderillensis - P. caerulescens var. caerulescens - P. caerulipes - P. cubensis - P. cyanescens - P. cyanofibrillosa - P. fimetaria - P. graveolens - P. hispanica - P. hoogshagenii - P. liniformans var. americana - P. makarorae - P. meridionalis - P. mescaleroensis - P. mexicana - P. ovoideocystidiata - P. pelliculosa - P. plutonia - P. quebecensis - P. samuiensis - P. semilanceata - P. silvatica - P. strictipes - P. stuntzii - P. subaeruginascens - P. subaeruginosa - P. tampanensis - P. villarrealiae - P. weraroa - P. zapotecorum || Identificadores taxonómicos | - EOL: 6688543 - Fungorum: 109476 - GBIF: 7243282 - iNaturalist: 206132 - MycoBank: 109476 - NCBI: 2591098 |  -  Portal da micologia
  -  Portal da biologia